# Skepparslövs GK
Skepparslövs GK är en golfklubb i Skåne.
Klubbens bana är en kuperad park- och skogsbana bland gamla ekar och stengärden. Den har också vattenhinder. Banan ligger på en utlöpare till Nävlingeåsen, med utsikt över Kristianstad med omnejd.
Banan har 6 tees, från 6450m till 4785m, par 73.
Klubben är medlem i Sydpoolen och Golfpasset. Klubben har även driving range, pay and play-bana över 6 hål, samt plats för husbilar/husvagnar i direkt anslutning.